# Гері Мока
Гері Мока (нар. 16 листопада 1983) — папуаський футболіст, нападник клубу «Нанавейдінг Сіті» та збірної Папуа Нової Гвінеї. Протягом своєї кар'єри виступав за клуби «АНЗ Юніверситі», «Істерн Старз», «Монсах Блюз». Зараз він грає в австралійському клубі «Нанавейдінг Сіті», який виступає в Третьому дивізіоні чемпіонату штату Вікторія.